# Jonovan Smith
Jonovan Darius Smith (ur. 19 lutego 2001) – portorykański zapaśnik walczący w stylu wolnym. Olimpijczyk z Paryża 2024, gdzie zajął czternaste miejsce w kategorii do 125 kg. Zajął szesnaste miejsce na mistrzostwach świata w 2023 roku.
Piąty na igrzyskach panamerykańskich w 2023. Srebrny medalista igrzysk Ameryki Środkowej i Karaibów w 2023, a także mistrzostw panamerykańskich w 2024. Brązowy medalista mistrzostw panamerykańskich U-23 w 2024 roku.
Zawodnik Birmingham High School i Cerritos College z Norwalk.